# Disappeared Completely
Disappeared Completely (англ. «Зниклі Повністю») - український англомовний музичний проєкт, заснований Віталієм Шапкою в 2016 році. Склад гурту: Віталій Шапка, Марина Крикля (з 2020 року), Христина Загорська. Працюють в жанрі альтернативна музика в стилі інді-поп, тріп-хоп, блюз, електроніка, рок.

## Історія
Засновник групи Віталій Шапка один працював над музикою з 2012 року, він написав безліч композицій в стилі неокласики і велику кількість текстів для пісень, які він не наважувався опублікувати. Через кілька років, він познайомився з Вікторією Федоренко і відразу запропонував їй створити музичний проект і розділити вокальні партії. Потім в колективі з'явилася Христина Загорська, яка грає на клавішних. Антона Сьомаша запросили в гурт гітаристом трохи пізніше, взявши на себе гітарні партії. В 2019 році Віталій запросив Михайла Алещенка бути другим гітаристом. Хлопців пов'язувала не тільки дружба в житті, але і суспільна робота в університеті і групі.
Disappeared Completely стали відомими завдяки рекомендіціі Наташі Шелягіної, на її YouTube каналі. Після відео з Disappeared Completely зв'язалися засновники музичного Youtube каналу та лейблу La belle musique, і вони уклали з ними контракт.
Disappeared Completely представили свій дебютний альбом Sea of Fallen Nests. Ще на етапі попереднього замовлення Apple Music додав трек «Piano 223» в сегмент плей-листа «Краще за тиждень»! Наступні пісні Disappeared Completely "Rains of Apologies" і EP альбом "Dissolved" входили до чартів різних країн, зокрема: Франції, України, Бельгії, Німеччини, Англії.

У 2020 році Disappeared Completely випустили другий EP альбом під назвою "Contradictions", реліз відбувся на українському лейблі "Mnogo Vody".
James Header про проєкт: "Ми не хочемо, щоб нас обожнювали. Disappeared Completely — це не про гарну обкладинку, це про якісний зміст. Сенс нашого проєкту — показати, що звичайні люди можуть зробити щось незвичайне. Ми робимо музику і самі розчиняємось у ній. А може, нас і зовсім не існує?"
За альбом "Contradictions" гурт був номінований на музичну премію від радіо Аристократи "Aprize Music Award".
На момент 2023 року гурт суттєво змінився у складі. Через життєві розбіжності гурт, з часом, покинули: Антон Сьомаш, Вікторія Федоренко, Михайло Алещенко. З 2022 року у складі гурту: Віталій Шапка, Марина Крикля, яка приєдналася до гурту в 2020 році, та Христина Загорська, яка залишилась ще з оригінального складу гурту.

## Другий повноформатний альбом "Pretty Average"
У червні 2023 року гурт випустив пісню "Speak to Me" яка вважається нетиповою для них. Це перша пісня гурту у жанрі блюз-року, цією піснею Disappeared Completely анонсували новий альбом, який буде відрізнятися від усього, що вони видавали раніше.

"Це трек-перехід до нового етапу розвитку гурту – етапу більш відкритого та драйвового. Ненав’язливий, із тим же знайомим звучанням, проте вже із зовсім новою історією", – зазначає Марина Крикля, учасниця колективу."
«Speak to me відкриває нову главу нашої діяльності. Ми змінились, пережили багато емоційних подій, набули нового досвіду. Це не могло не вплинути на нашу музику. Якщо ж говорити більш детально про трек, то він нагадує нам, як важливо говорити та слухати одне одного», — каже учасниця колективу Христина Загорська. 
Disappeared Completely офіційно представляли Україну на різних міжнародних шоу-кейс фестивалях Європи, як приклад сучасної та різноманітної української культури.
В жовтні 2023 року вийшов другий повноформатний альбом гурту під назвою "Pretty Average". Отримав схвальну критику від музичних видань таких як Лірум, Слух, Варіанти та багато інших. А музичне медіа "Слух" розташувало "Pretty Average" у ТОП-3 серез накращих альбомів за рік. Також, пісні з альбому отримали широку підтримку від музичної платформи Spotify. Платформа додала пісню Personal 2 до збірки усього світового року який вийшов у той же тиждень, що і пісня Disappeared Completely.

Український музичний оглядач та журналіст Олександр Ковальчук з львівських "Варіантів" також оцінив альбом Disappeared Completely:
Найкраще на альбомі "Pretty Average" (а це майже весь треклист) своїм викличним коником враз виявляє ще одну проблему місцевої музики, де всі такі чемні, прісні та літеплі, що роком вже навіть вважають якихось О.Torvald чи The Hardkiss. 
Медіа "Слух" про альбом:
Disappeared Completely зробили великий крок уперед, випустивши Pretty Average. Альбом не схожий на своїх попередників, але все одно викликає дежавю, тому що у своїй новій зухвалості гурт звучить природно. Їм не вистачало прямолінійності та впертості у своїй музиці — і от вони її здобули. Цікаво подивитися, куди ця доріжка заведе колектив і як альбом сприймуть українські слухачі, для яких Disappeared Completely може стати відкриттям. Але поки що Віталій, Христина та Марина стоять на правильному шляху.
Медіа "Лірум" про альбом: 
Музиканти повторюють у програмних інтервʼю, що Pretty Average зʼявився з бажання робити музику, яка б розвалювала на живих концертах. Я бачила гурт наживо з цим матеріалом, і можу констатувати, що їм вдається бути ненудними та балансувати між гаражним запалом і вилизаністю інді-року. Таких виконавців варто цінувати, оскільки часто поточна українська сцена, на жаль, не може похизуватися спроможністю видавати у лайві матеріал так же якісно, як дистрибʼюторам на реліз. Проте на записі цього лонгплею кудись ділася добряча частина сценічної експресії, складається враження, що гурт надто вже тримався попередньо наміченого меланхолійно-електронного курсу, стримувався, щоб не вибухнути по-справжньому. Хтозна, чи це частина концепції альбому, врешті, сама його назва відлунює добрячою самоіронією.
Загалом Pretty Average — це гарний приклад того, як робити те саме «західне» інді, яке було б на українських (та й не тільки) теренах значно затребуванішим, народися учасники в умовній Британії чи Німеччині. Тому хочеться побажати учасникам не зважати на закиди і далі досліджувати свою музичну експресію.
Серед українських слухачів існувала критика гурту через їхню англомовність, але у інтерв'ю медіа "Слух" гурт розкрив цю тему, та пояснив чому досі залишається англомовним: 
Віталій: Ми почали співати англійською, коли всюди була російськомовна музика. Я не хотів співати російською, а українською обмежувати себе не хотів, тому що розумів, що якщо почну, то тільки тут і закінчу. А так можна спробувати підкорювати світ.
Христина: Ми, по-перше, поважаємо українську мову, по-друге, українських слухачів. Вони для нас найдорожчі.
Марина: Цікаво, що українці слухають англійську музику, умовно Дуа Ліпу чи Imagine Dragons, які в нас дуже популярні. Але якщо це англомовна музика, яку роблять українці, то це сприймається інакше. Хочеться зламати цей стереотип. Бо український слухач нам дуже цінний. Ми живемо тут.
Віталій: Ось чому ми зараз альбом Pretty Average випустили на українському лейблі kontrabass. Нам важливий український слухач. Навіть сприймається по-іншому, коли пишуть компліменти: коли з Європи — сприймаєш як даність, але від українців таке почути — це інші відчуття. Ми настільки далеко зайшли в тому, з чого починали, що вже просто не можемо відвернутися від цього. Недавно ми потрапили в плейліст світового року від Spotify All New Rock з треком Personal 2. Якщо мені не зраджує пам’ять, я не бачив там жодного українського артиста. Якби ми відмовились від англійської, то не потрапили б у такі плейлісти. Це мовний барʼєр. Для того, щоб українська мова звучала в світовому контексті, потрібно умовно виграти «Євробачення». Я наразі не бачу нас його учасниками, тим більше виграшними.
Ми були в Австрії на шоукейсі, де музичні продюсери з Британії, Австрії, Франції мали прожарювати треки різних виконавців. Але ми були, напевно, єдиними, кого вони не прожарили в той день. Нам сказали: «Ми б ніколи не подумали, що Україна може так звучати». Вони знають Джамалу, Kalush Orchestra, Go_A — але це все учасники «Євробачення».
Немає українського гурту, який обходив цей шлях (це якщо говорити про інді-музику, бо важка музика — зовсім інша тема). Якщо почнемо зараз співати українською, ми перекреслимо весь наш успіх. Можливо, треба було раніше це робити. Мені хочеться, щоб у світі знали, що українці — це не обовʼязково екзотична музика типу Kalush Orchestra чи «ДахаБраха».
У нас так багато прослуховувань, тому що люди повертаються до цієї музики. Але в чомусь ми все ж програли, бо зосередилися на музиці, але не на піарі. Ми не звертали увагу на те, що концертна і стримінгова діяльності — зовсім різні речі. Треба просувати свою медійність, щоб бути в контексті.
Музика Disappeared Completely грала на британських радіо станціях таких як BBC Radio 6 та BBC Radio 1. А самі Disappeared Completely дали невелике інтерв'ю новинній програмі на BBC Radio 1 де розказали про фестиваль Atlas United та важливість його проведення під час війни.

## Співпраці
Disappeared Completely мали колаборацію з відомим ілюстратором художником Eduardo Recife, який спеціально створив обкладинку для міні-альбому "Dissolved".
Disappeared Completely мали успішні колаборації з німецьким електронним тріо "Diode Eins", спершу німці зробили ремікс на трек "It's In Your Eyes", через деякий час Disappeared Completely виступали у німецькому місті Кельн, де базувалися "Diode Eins", там гурти вже познайомилися особисто і випустили спільний трек "Exhausted".
Disappeared Completely мали колаборацію з італійським DJ та телеведучим Alessandro Basile який зробив ремікс на трек "It's In Your Eyes".

## S.T.A.L.K.E.R. 2: Heart of Chornobyl (Radio Mix OST)
10 пісень гурту були передані у використання для української комп'ютерної гри S.T.A.L.K.E.R. 2: Heart of Chornobyl:
- Wanted to Brush Your Hair
- Intro
- Intro 2.0
- Personal 2
- Outro
- Outro 2.0
- The Innocent One
- Ride
- End-Day Condition
- No Place for Me (Pt.1)

## Вплив
За словами учасників, на них вплинули такі групи і виконавці як Radiohead, The ХХ, Massive Attack, Atoms For Peace, Atticus Ross and Trent Reznor. Проте критики порівнюють не тільки з The XX і Radiohead, а також Arctic Monkeys, Archive, The National, UNKLE.